# Liga de Malé
La Liga de Malé es el torneo clasificatorio de los equipos de Malé, capital de Maldivas, para definir a 4 clasificados a la Dhivehi Premier League.

## Formato
La liga cuenta con la participación de ocho equipos y antes de 2007 solo equipos de Malé podían participar en la desaparecida Dhivehi League.
Desde 2017 cuando se reanudó la liga se restringió la participación de los equipos de Malé en la Dhivehi Premier League a 4 para fomentar la participación de equipos de las otras islas, mientras que los equipos que terminen entre el quinto y octavo lugar se enfrentan a los cuatro mejores equipos de la Segunda División de Maldivas para definir a los participantes en la siguiente temporada.

## Ediciones anteriores
- 2001: Victory SC
- 2002: Island FC
- 2003: Victory SC
- 2004: New Radiant SC
- 2005: Club Valencia
- 2006: Victory SC
- de 2007 a 2016: no se jugó
- 2017: Maziya
- 2018:

## Títulos por equipo
| Equipo         | Títulos | Último |
| -------------- | ------- | ------ |
| Victory SC     | 3       | 2006   |
| New Radiant SC | 1       | 2004   |
| Island FC      | 1       | 2002   |
| Club Valencia  | 1       | 2005   |
| Maziya S&RC    | 1       | 2017   |